# Chiniki
Chiniki est une bande indienne de la Première Nation des Stoneys en Alberta au Canada. Elle habite principalement sur quatre réserves qu'elle partage avec les autres bandes de la Première Nation des Stoney, c'est-à-dire les bandes de Bearspaw et de Wesley. Elle est basée à Morley. En 2016, elle a une population inscrite totale de 1 752 membres. Elle fait partie du conseil tribal de la Treaty 7 Management Corporation et est signataire du Traité 7.

## Démographie
Les membres de la bande de Chiniki sont des Stoneys. En avril 2016, la bande avait une population totale inscrite de 1 752 membres dont 91,2 % vivaient sur une réserve.

## Géographie
La bande de Chiniki habite principalement sur quatre réserves situées en Alberta qu'elle partage avec les autres bandes de la Première Nation des Stoney, les bandes de Bearspaw et de Wesley. La réserve la plus populeuse et la plus grande en superficie est Stoney 142-143-144 (en) située à l'ouest de Calgary. La bande est basée à Morley. Les villes importantes situées les plus près de la bande sont Cochrane et Calgary.
| Nom                     | Superficie (ha) | Emplacement                    |
| ----------------------- | --------------- | ------------------------------ |
| Big Horn 144A (en)      | 2 127,40        |                                |
| Eden Valley 216 (en)    | 1 690,80        | 80 km au sud-ouest de Calgary  |
| Stoney 142-143-144 (en) | 39 264,50       | 56 km à l'ouest de Calgary     |
| Stoney 142B             | 5 692,40        | 48 km au nord-ouest de Calgary |

## Gouvernement
La bande de Chiniki est gouvernée par un conseil de bande élu selon un système électoral selon la coutume basé sur la section 10 de la Loi sur les Indiens. Pour le mandat de 2014 à 2018, celui-ci est composé du chef Aaron Young et de quatre conseillers.